# Gesztelyi Rudolf
Gesztelyi Rudolf (Debrecen, 1969. április 12. –) magyar farmakológus, gyógyszerkutató.

## Életpályája
1987–1998 között a Debreceni Orvostudományi Egyetemen általános orvosi diplomát szerzett. 1998–2003 között PhD. hallgató volt a Debreceni Orvostudományi Egyetem Általános Orvostudományi Kar Gyógyszertani Intézetében. 1998–2006 között PhD. fokozatot szerzett a Debreceni Egyetem, OEC, Általános Orvostudományi Kar Farmakológiai és Farmakoterápiai Intézetében. 2003–2004 között a Debreceni Egyetem, OEC, Általános Orvostudományi Kar Farmakológiai és Farmakoterápiai Intézetében tudományos segédmunkatárs volt. 2004–2006 között a Debreceni Egyetem, OEC, Gyógyszerésztudományi Kar Gyógyszertechnológiai Tanszéken tudományos segédmunkatársként dolgozott. 2006–2009 között a Debreceni Egyetem, OEC, Gyógyszerésztudományi Kar Gyógyszerhatástani Tanszékén tanársegéd, 2010–2016 között adjunktus volt. 2006–2013 között habilitált a Debreceni Egyetem, OEC, Gyógyszerésztudományi Kar Gyógyszerhatástani Tanszéken. 2017–2018 között a Debreceni Egyetem Általános Orvostudományi Kar Farmakológiai és Farmakoterápiai Intézetének adjunktusa volt, 2018-tól egyetemi docense.
Kutatási területe a kvantitatív farmakológia, az adenozinerg és acetilkolinerg mechanizmusok a kardiovaszkuláris és respiratórikus rendszerben és a viselkedéstudomány, valamint a táplálkozástudomány.

## Díjai
- Tankó Béla-emlékdíj (2021)[3][4]